# Лефка
Лефка (тур. Lefke, греч. Λεύκα) — малый город и муниципалитет на Кипре, расположенный у залива Морфу. Находится на территории района Гюзельюрт и контролируется частично признанным государством — Турецкой Республикой Северного Кипра.

## История
К XIV веку в городе в основном проживали греки. Затем в Венецианский период город превратился в венецианскую город-колонию и в городе преобладали католики итальянского происхождения.
В период становления Османской империи в город начали мигрировать турки. Во время Кипрского кризиса 1963—1975 годов большинство греческого населения покинуло город.
Ныне к югу от города тянется Зелёная линия, делящая остров на две части.

## Города-побратимы
- Бергама, Измир, Турция[4]
- Силифке, Мерсин, Турция[5]
- Эльмадаг, Анкара, Турция[6]
- Малатья, Турция[7]